# Leopold Materna
Leopold Materna (* 26. August 1872 in Graz; † 1. Dezember 1948 in Wien) war ein österreichischer Dirigent und Komponist von E-Musik.

## Leben und Wirken
Leopold Materna wurde in eine musikalische Familie geboren. Seine Tante Amalie Materna war Opernsängerin, ebenso seine ältere Schwester Hedwig Materna. Nach seinem Musikstudium bekleidete Leopold Materna zuerst die Position des Chorleiters am Philharmonischen Verein in Maribor. Im Jahr 1906 wurde er zum Opernkapellmeister an das Theater in Linz berufen.
Der Musikkritiker Franz Gräflinger beschrieb in der Linzer Tages-Post 1911 eine Probe der 1. Symphonie von Gustav Mahler, die der Komponist selbst dirigieren wollte:

„In der Samstagprobe dirigierte zuerst Kapellmeister Materna, da Mahler infolge Zugverspätung von Frankfurt nicht zur Minute eintreffen konnte. Gegen Schluss des dritten Satzes tauchte der markante Kopf auf. […] Nach üblicher Vorstellung der beiden Dirigenten läßt sich Mahler das Pult tiefer stellen und schwingt selbst den Taktstock. Es geht ganz gut, sogar sehr gut. „Ich mache Ihnen mein Kompliment,“ sagt Mahler zu Materna. Letztgenannter hat mit fachlicher Genauigkeit die Sinfonie einstudiert. Die Arbeitsleistung war keine Kleinigkeit. Mahler brauchte nur hie und da die Feile anzusetzen.“

In den folgenden Jahren war Leopold Materna ein gefragter Dirigent. So leitete er die Antwerpener Erstaufführung von Bruckners 4. Sinfonie, dirigierte in Paris ein Klavierkonzert von Chopin mit Leopold Godowsky als Solist, mit dem Wiener Konzertverein ein Konzert mit Luigi von Kunits und erhielt eine Einladung zu einem Gastdirigat in Russland im Jahr 1911. Die Position in Linz gab Leopold Materna auf und wechselte als Kapellmeister an die Volksoper in Wien. Zudem leitete er als Gastdirigent immer wieder auch die Wiener Symphoniker.
Ab dem Jahr 1925 verschlechterte sich der Gesundheitszustand Leopold Maternas und er begab sich mehrmals wochenlang zu Kuraufenthalten nach Villach. Nun leitete er den Wiener Evangelischer Singverein.

## Kompositionen
- Reverie – An der Wiege, für Violine und Orchester (1900)
- Sonate für Violine und Klavier in c-moll (1906)
- Kleine Romanze, für Violine und Klavier (1939)
- Trio für Klarinette, Horn und Klavier (1944)